# Château de Baudries
L’histoire de ce château remonte au Moyen Âge. Il appartenait à plusieurs familles éminentes, dont : Sloeve de Loof, Tollins van Aalst van Poppenrode, Van Lier van Immerseel et De Spangen.
Par mariage, le domaine est entré dans les mains de la famille de Marchant et d'Ansembourg. Sous ce couple Ansembourg-Spangen au cours du dernier quart du XIXe siècle, le château a reçu son aspect néoclassique actuel. L’intérieur a été agrémenté avec des éléments rococo réutilisés, et des chinoiseries d’ailleurs, aussi avec des éléments Néo-Louis XV et XVI.
Le parc a été réaménagé par le célèbre architecte et paysagiste Henri Duchêne (1841-1902).
Le domaine devient par la suite la propriété du comte Louis de Lichtervelde (1889-1959), qui le lègue à sa fille la comtesse Geneviève de Lichtervelde (1921-2011) et son mari Philippe Piers de Raveschoot (1913-1999). 
Le château et le parc ne sont pas protégés en tant que monument et sont rarement ouverts aux visiteurs.

## Littérature
- Jeanette Arys, 'Getuigenis van de gebeurtenissen', dagboek, parochiearchief van Dikkelvenne, 1818, p 3.
- Michel Mary, ‘Le comte Gontran de Lichtervelde : une vie au service d'idéaux’, in Annales du Cercle royal d'histoire et d'archéologie du canton de Soignies, XXXVIII, 2006, pp. 54-80.
- Paul de Pessemier 's Gravendries, ‘De negen gedenkwaardige jaren van barones Marie Justine de Spangen d’Uyternesse op het domein Baudries in Dikkelvenne’ in Le Bulletin de l'Association de la noblesse du royaume de Belgique, Bruxelles, N° 307, (juli 2021), pp. 69-83.